# 沃爾沃思
沃爾沃思（Walworth）是英國倫敦的一個地區，在行政區劃上屬於南華克倫敦自治市。沃爾沃思位於查令十字東南1.9英里（3.1）。沃爾沃思是詩人羅勃特·白朗寧的出生地點。沃爾沃思首次見於歷史記載是在1086年。